# Дубінець Тамара Іванівна
Дубіне́ць Тама́ра Іва́нівна (нар. 2 січня 1950) — лікарка-терапевт, головна лікарка Миколаївської поліклініки № 2, заслужена лікарка України, депутатка Миколаївської міської ради IV та V скликань. Перша почесна громадянка міста Миколаєва.

## Біографія
Народилася 2 січня 1950 року.
Народна депутатка Миколаївської міської ради від партій Партія регіонів (2010) і Наш край (2015). Також балотувалася в 1998 і 2006 роках.

## Нагороди
- Заслужена лікарка України (1999).
- Почесна грамота Міністерства охорони здоров'я України (2005).
- Почесна відзнака Миколаївського міського голови «За заслуги перед містом Миколаїв» (2006).
- Почесна громадянка міста Миколаєва (2007).
- Грамота Верховної ради України (2019[2]).